# Lars Johan Appelberg
Lars Johan Appelberg, född 27 februari 1798 i Karlskrona, Blekinge län, död 6 november 1845 i Arboga, var en svensk flöjtist och tonsättare.

## Biografi
Lars Johan Appelberg föddes 1798 i Karlskrona tyska församling. Han var son till murargesällen Peter Appelberg. Appelberg blev 1 februari 1816 elev vid Kungliga Hovkapellet och 1 november 1818 anställd som flöjtist där men slutade 1 juli 1834. Appelberg gifte sig 5 oktober 1834 med Lovisa Charlotta Engstedt. Han blev 1 juli 1835 ånyo flöjtist vid Kungliga Hovkapellet och avslutade sin anställning där 1 juli 1837. Appelberg avled 1845.

## Musikverk
- Tema med variationer i D-dur för två flöjter.[6]
- Tema med variationer för valthorn och orkester. Uppförde juni 1822 i Karlskrona.[6]